# Fritz Mühlbrecht
Fritz Mühlbrecht (Berlino, 6 giugno 1880 – Berlino, ante 1956) è stato un illustratore e pittore tedesco.
Studio presso la Accademia delle belle arti di Monaco di Baviera, presso Johann Caspar Herterich e Franz von Stuck. 
La sua arte  riflette lo stile Jugendstil di Monaco di Baviera. Le sue opere sono state pubblicate sulla rivista Jugend.
Mühlbrecht è stato anche autore di numerosi exlibris artistici.